# Cephalodiscus solidus
Cephalodiscus solidus är en djurart som tillhör fylumet svalgsträngsdjur, och som beskrevs av Andersson 1907. Cephalodiscus solidus ingår i släktet Cephalodiscus och familjen Cephalodiscidae.
Artens utbredningsområde är Södra Ishavet. Inga underarter finns listade i Catalogue of Life.